# Holoplatys strzeleckii
Holoplatys strzeleckii is een spinnensoort uit de familie springspinnen (Salticidae). De soort komt voor in Zuid-Australië en Tasmanië.